# LG Optimus Black
LG Optimus Black (P970) — смартфон на операционной системе Android, поступивший в продажу в мае 2011 года.

## Особенности смартфона
В смартфоне используется разработка «LG Electronics Display» — WVGA-дисплей NOVA с высокой яркостью 700 нит, который имеет меньшее энергопотребление в сравнении с TFT и AMOLED-дисплеями. Для экрана используется стекло Gorilla Glass. Благодаря использованию пластика разработчикам удалось достичь толщины корпуса в 9,2 мм. Вес смартфона — 109 грамм.
С помощью встроенного гирометра телефоном можно управлять при помощи движений кисти руки: можно осуществлять ответ на звонок, включение фотокамеры, перелистывание фотоальбома.
В смартфоне применена технология передачи данных Wi-Fi Direct, которая позволяет осуществлять беспроводную передачу данных между различными электронными устройствами.
На рынке смартфон был представлен в чёрном и белом цветах.

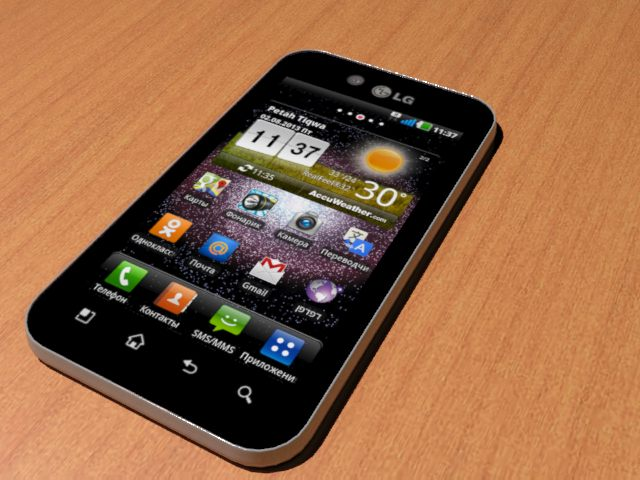
Модель LG Optimus Black в 3d